# 林博
林 博（はやし ひろし、1917年（大正6年）7月11日 - 1994年（平成6年）5月4日）は、昭和期の検察官、弁護士、政治家。衆議院議員。

## 経歴
東京府出身。1941年（昭和16年）東京帝国大学法学部法律学科を卒業した。
司法省に入省し、司法官試補に任官。横浜地方検察庁検事、東京地方検察庁検事、経済安定本部経済査察官を歴任した。その後、弁護士を開業した。
1949年（昭和24年）1月の第24回衆議院議員総選挙に東京都第6区から出馬したが落選。同補欠選挙、第25回、第26回総選挙でも落選したが、1955年（昭和30年）2月の第27回総選挙に日本民主党公認で出馬して初当選。第28回総選挙では落選し、1960年（昭和35年）11月の第29回総選挙で再選され、衆議院議員に通算2期在任した。この間、第2次池田内閣・通商産業政務次官、日本民主党情宣局次長、同政調会防衛副部長、自由民主党幹事、同労働組織局中小企業労働部長、同出版局普及部長などを務めた。その後、1963年（昭和38年）11月の第30回総選挙に立候補したが落選し政界を引退した。